# Сорвиголова (Marvel Comics)
Сорвиголова́ (англ. Daredevil), настоящее имя — Мэ́ттью Майкл «Мэтт» Мёрдок (англ. Matthew Michael «Matt» Murdock) — супергерой комиксов издательства Marvel Comics, созданный сценаристом Стэном Ли и художником Биллом Эвереттом при участии Джека Кирби. Персонаж дебютировал в комиксе Daredevil #1 (апрель 1964). Наибольшую популярность и значимость для вселенной Marvel супергерой приобрёл благодаря сценаристу / художнику Фрэнку Миллеру, который работал над серией комиксов в 1980-х. Сорвиголова широко известен как «Человек без страха» и «Дьявол Адской кухни».
Свои способности Сорвиголова приобрёл в результате несчастного случая, произошедшего с ним в детстве. Мэтт Мёрдок, выросший в исторически суровом и криминальном ирландско-американском районе рабочего класса, Адской кухне, в Нью-Йорке, был ослеплён радиоактивным веществом, попавшим ему на глаза, когда тот спас переходившего улицу мужчину от потерявшего управления грузовика. Вместе с потерей зрения у молодого человека усилились оставшиеся чувства восприятия, способность, впоследствии получившая название «радарное чутьё». Его отец, боксёр по имени Джек Мёрдок, в одиночку воспитывал ослепшего сына и, несмотря на проявленную в воспитании жёсткость, искренне любил его и пытался устроить лучшую жизнь. Мэтт осиротел, после того, как Джек был убит гангстерами из-за отказа сдаться на одном из боксёрских поединков. Дабы уметь постоять за себя, Мэтт начал упорно тренироваться, оттачивая свои физические навыки и сверхчеловеческое восприятие под опекой таинственного слепого незнакомца по прозвищу Стик, став высококвалифицированным мастером боевых искусств. Несколько лет спустя, окончив юридический факультет с высшим баллом, Мэтт стал линчевателем в борьбе с преступностью в Адской Кухне. Ему удалось разыскать причастных к убийству его отца и привлечь их к ответственности. В конце концов, облачившись в стилизованный под дьявола костюм, Мэтт начал вести двойную жизнь, противостоя криминальному миру Нью-Йорка под маской Сорвиголовы, что привело к конфликтам со многими суперзлодеями, включая его заклятых врагов Кингпина и Меченого. В то же время, после окончания юридического факультета Колумбийского университета он стал авторитетным адвокатом и, вместе со своим лучшим другом и юридическим партнёром Фогги Нельсоном, открыл фирму под названием «Нельсон и Мёрдок».
С тех пор Сорвиголова появлялся в различных медиа, в том числе в нескольких мультсериалах, видеоиграх и сопутствующих товарах. В телефильме «Невероятный Халк: Испытание» (1989) Сорвиголова появляется в исполнении Рекса Смита. В 2003 году вышел крупнобюджетный фильм «Сорвиголова» от 20th Century Studios, где роль Мэтта Мёрдока / Сорвиголовы исполнил Бен Аффлек. В медиафраншизе «Кинематографическая вселенная Marvel» (КВМ) роль Мэтта Мёрдока исполнил Чарли Кокс, дебютировав в сериале «Сорвиголова» (2015), а также являясь одним из ключевых персонажей сериала «Защитники» (2017).

## История публикаций

### 1960-е
Первое появление Сорвиголовы состоялось в комиксе Daredevil #1 (Апрель, 1964), а сам персонаж был создан сценаристом Стэном Ли и художником Биллом Эвереттом. Также художник Джека Кирби придумал фирменные дубинки Сорвиголовы. По мнению эксперта по комиксам Марка Эванье, Кирби разработал базовый образ первоначального костюма Сорвиголовы, который впоследствии был доработан Эвереттом. Этот оригинальный костюм представлял собой комбинацию чёрного, жёлтого и красного цветов, напоминая трико акробата.
В первом выпуске раскрывались как история происхождения персонажа, так и его чувство справедливости в отношении человека, убившего его отца, боксёра Джека Мёрдока, который вырастил своего сына Мэтта в районе Адская кухня, в Нью-Йорке. Джек донёс до Мэтта важность образования и отказа от насилия, в надежде, что тот вырастет лучшим человеком, чем он сам. Оттолкнув слепого от мчавшегося на него грузовика, Мэтт лишился зрения из-за попадания выпавших из машины радиоактивных веществ. Из-за облучения усилились оставшиеся чувства восприятия Мэтта, а также появилось так называемое радарное чутьё за счёт которого он мог определять форму и расположение объектов вокруг себя. Чтобы поддержать своего сына, Джек Мёрдок вернулся в бокс, представляя интересы Фиксера, известного гангстера и единственного человека, согласившегося заключить контракт с состарившимся боксёром. После отказа Джека сдаться во время одного из поединков, поскольку тот не хотел разочаровать болевшего за него Мэтта, тот был убит людьми Фиксера. Мэтт обошёл данное отцу обещание не прибегать к насилию для решения своих проблем, создав новую личность, которая может полагаться на физическую силу. Облачившись в жёлто-чёрный костюм, сотканный из боксёрской мантии его отца, и используя свои сверхчеловеческие способности, Мэтт бросил вызов преступности в качестве супергероя Сорвиголовы, непреднамеренно вызывая у Фиксера сердечный приступ со смертельным исходом.
В #7 появился современный красный костюм Сорвиголовы, созданный Уолли Вудом. В этом же номере состоялось одно из культовых сражений серии, — против Подводника Нэмора.
В первых выпусках Сорвиголова противостоял таким персонажам как: Филин, Стилтмэн, Гладиатор и Громилы. В #16 (Май, 1966) он познакомился с Человеком-пауком, одним из самых близких союзников в будущем. Письмо от Человека-паука непреднамеренно раскрыло тайную личность Сорвиголовы, что вынудило его создать третью личность — своего брата-близнеца Майка Мёрдока, который своим беззаботным и саркастичным характером напоминал Сорвиголову больше, нежели сосредоточенный, прилежный и эмоционально замкнутый Мэтт Мёрдок. Сюжетная линия „Майка Мёрдока“ использовалась для демонстрации расстройства личности персонажа (в какой-то момент персонаж не мог понять, является он на самом деле Мэттом или Майком), что сбивало читателей с толку, отчего от идеи отказались в #41-42, где Сорвиголова инсценировал смерть Майка Мёрдока и утверждал, что обучил замену Сорвиголовы. В ране из 31 выпуска, написанным Стэном Ли и проиллюстрированным Джином Коланом (начиная с выпуска #20), содержался Daredevil # 47, в котором Мёрдок защищал слепого ветерана Вьетнама. Этот сюжет Ли назвал одним из лучших в своей карьере.
В #57 Мэтт Мёрдок открыл своей девушке Карен Пейдж тайну личности. Тем не менее, шокирующее откровение оттолкнуло девушку и она выступила за прекращение отношений. Это был первый из множества разрывов между Мэттом и Карен, однако та оставалась его главным любовным интересом.

### 1970-е
В #72 главным сценаристом серии стал Джерри Конвей, который решил привнести в сюжет элементы научной фантастики: была придумана длинная сюжетная арка, в центре которой находился робот из далёкого будущего, пытающийся изменить ход истории. Даже давний враг супергероя Филин был снабжён футуристическими оружием и транспортными средствами. Кроме того, в Daredevil #86 Сорвиголова переехал в Сан-Франциско, а Чёрная вдова стал одной из главных героинь серии. В # 81-124 (Ноябрь, 1971 — август, 1975) Чёрная вдова выступала в качестве союзника и любовного интереса Сорвиголовы, а #92Электро,-107 даже назывались Daredevil and the Black Widow.
Ян Веннер, соучредитель и издатель музыкального журнала Rolling Stone, появился в Daredevil #100 (Июнь, 1973), авторства Гербера и Колана.
С #124 новым сценаристом и редактором стал Марв Вольфман, который вычеркнул Чёрную вдову из серии и вернул Сорвиголову в Адскую кухню. Появилась эмоционально хрупкая героиня Хизер Гленн, заменившая Чёрную вдову в качестве любовного интереса Сорвиголовы. В ране Вольфмана из 20 выпусков дебютировал один из главных врагов Дьявола Аской кухни, Меченый, а также в нём содержалась сюжетная арка, в которой Шут использовал компьютерные изображения для манипулирования СМИ.
В #144 Джим Шутер сменил Вольфмана на посту сценариста, а в #150 (Январь,1978) ввёл персонажа Паладина. Шутер не смог уложиться в график выхода номеров, поэтому в скором времени его обязанности перешли Роджеру Маккензи.
В своей работе над Сорвиголовой Маккензи использовал элементы из ранее написанных им комиксов в жанре хоррора, отчего повествование и даже сам главный герой стали куда мрачнее: Сорвиголова сражался с олицетворением смерти, а один из его заклятых врагов был раздвоен надгробной плитой. Также была переосмыслена история происхождения Сорвиголовы, в которой тот использовал тактику преследоватеоя, чтобы довести Фиксера до смертельного сердечного приступа. Маккензи придумал Бена Уриха, репортёра Daily Bugle, раскрывшего тайну личности Сорвиголовы в #153-163. Также Сорвиголова Маккензи использовал преступный мир Адской кухни в качестве источника информации, взаимодействуя с несколькими мелкими второсортными преступниками.
В середине рана Маккензи к авторскому коллективу присоединился контуровщик Фрэнку Миллеру, первой работой которого стал #158 (Май, 1979).
В сюжетной арке, над которой работали Вольфман, Шутер и Маккензи, Сорвиголова раскрыл свою личность Гленн и признал косвенную вину за самоубийство её отца. Их отношения продолжились, однако стали более пагубными для них обоих. Несмотря на возвращение Чёрной вдовы в #155-166, где супергерои попытались возобновить отношения, тот в конечном итоге отверг её в пользу Гленн.

### 1980-е
Миллеру не нравилась работа Роджера Маккензи, поэтому новый редактор Денни О’Нил уволил Маккензи, чтобы Миллер мог выбрать новое направление для серии.
Миллер продолжил серию в том же ключе, что и Маккензи. В то время как Маккензи существенно переработал концепцию серии, Миллер пошёл дальше, по сути игнорируя прошлые выпуски Сорвиголовы начиная от его первого появления; а в тех случаях, когда были задействованы старые злодеи и персонажи второго плана, их личности и связи с Сорвиголовой были переписаны и переосмыслены. В частности, преданный и любящий отец Джек Мёрдок стал пьяницей, который избивал своего сына Мэтта, отчего тот выбрал путь юриста совершенно по другим причинам. Враг Человека-паука Кингпин стал главным антагонистом в жизни Сорвиголовы, вытесняя большую часть его ранних противников. Сам Сорвиголова постепенно становился скорее антигероем, нежели положительным персонажем. В #181 (Апрель, 1982) он попытался убить Меченого, сбросив его с высокого здания. Когда злодей выжил, но остался парализован, Сорвиголова ворвался в его палату и попытался напугать того до смерти, играя в вариацию русской рулетки для двоих с тайно разряженным пистолетом.
Последовав предложению О’Нила придать боевому стилю Сорвиголовы больше реализма, Миллер ввёл ниндзя в канон серии, раскрывая истоки обучения боевым искусством и добавив в историю больше культовых персонажей, которые ранее в ней отсутствовали: Стика, лидера клана ниндзя; Чистых, и сэнсэя Мэтта, который обучил юношу, когда тот потерял зрение, организацию наёмных убийц под названием Рука и Электру, бывшую девушку Мэтта, которая когда-то состояла в Руке. Электра была убита Меченым в #181 (Апрель, 1982).
Миллер покинул серию после #191. О’Нил переключился с должности редактора на сценариста. Он остался верен заложенному Маккензи и Миллером нуарному стилю, однако отказался от концепции антигероя, отчего Сорвиголова не только сохранил жизнь Меченому, но и извинился за две предыдущие попытки убить его. Впоследствии, Миллер вернулся в серию в качестве основного сценариста, совместно написав с О’Нилом #226. Совместно с художником Дэвидом Маццуккелли они создали культовую сюжетную линию Daredevil: Born Again, охватившую #227-233. По сюжету Born Again, Карен Пейдж стала подсевшей на наркотики порнозвездой и продала тайну личности Сорвиголовы за деньги. Информацию получил Кингпин, который отомстил Мэтту, лишив его лицензии на осуществление адвокатской деятельности. Миллер закончил арку на позитивной ноте, когда Мёрдок воссоединился с Карен Пейдж и Мэгги, матерью, которую считал мёртвой, а та, как оказалась, стала монахиней.
В дальнейшем постоянным сценаристом серии стала Энн Ноченти, имея наибольший стаж среди её предшественников и приёмников, поскольку её ран длился четыре с половиной года, с #238 по #291 (Январь, 1987- апрель, 1991).
Мёрдок вернулся к своей юридической деятельности, соучредив вместе с Пейдж некоммерческую наркологическую и юридическую клинику. В своих сюжетах Ноченти затрагивала такие темы как феминизм, злоупотребление наркотиками, распространение ядерного оружия и экологический терроризмом. В ране Ноченти дебютировала Тифозная Мэри, а в выпусках #262-, написанных в рамках глобального события Inferno, состоялось «падение» Сорвиголовы: разрушение клиники, исчезновение Пейдж, узнавшей о связи Сорвиголовы и Мэри Уокер, оказавшейся Тифозной Мэри. Впоследствии Мёрдок стал бродягой в северной части штата Нью-Йорк, что стало первым случаем перемещения Сорвиголовы за черту городской среды. Ран Ноченти завершился на положительной ноте: Мёрдок вернулся в Адскую кухню, помирился с Фогги Нельсоном и решил разыскать Карен Пейдж.

### 1990-е
Новый сценарист серии Д. Г. Чичестер продолжил работу с момента последнего выпуска Ноченти, когда Мёрдока, возобновил дружбу с Нельсоном, попытался вернуть общество Карен Пейдж, подал апелляцию на решение об аннулировании его лицензии и основательнее чем когда-либо углубился в дела Адской Кухни. Акцент Чичестера на отношениях Сорвиголовы с Нью-Йорком занял настолько важное место в его ране, что два выпуска были полностью посвящены Сорвиголове, защищающему жителей Нью-Йорка от обычных преступников и простых несчастных случаев. В получившей признание критиков арке «Последнее причастие» из # 297—300 Сорвиголова вернул лицензию на осуществление адвокатской деятельности и, наконец, привлёк Кингпина к ответственности.
Фрэнк Миллер вернулся к персонажу и его истокам в мини-сериале 1993 года Daredevil: The Man Without Fear, состоящей из пяти выпусков. Вместе с художником Джоном Ромитой-младшим Миллер расширил реткон жизни и смерти Джека Мёрдока и первых встреч Мёрдока с Кингпином и Фогги Нельсоном. Роль Стика в жизни Сорвиголовы была расширена, как и несчастливый роман Мёрдока с Электрой.
Команда Чичестера и контуровщика Скотта МакДэниела изменила статус-кво с помощью сюжетной линии «Немилость» в выпусках #319-325 (Август, 1993 — февраль, 1994). Электра, воскресшая в #190, с тех пор пропавшая без вести, вернулась в основной сюжет. Раненый Сорвиголова создал более прочный костюм из биомиметических материалов: красный и серый с белыми доспехами на плечах и наколенниках. Модернизированные дубинки можно было использовать как в качестве нунчак, так и в виде посоха бо. Тайна личности супергероя стала достоянием общественности, что привело к инсценировке собственной смерти и принятию новой личности «Джека Батлина». Эта новая личность и костюм сохранились на протяжении нескольких сюжетных арок, в то время как Мёрдок в конечном итоге нашёл способ убедить мир, что всё это время не он скрывался под маской Сорвиголовы (благодаря двойнику). За время своей небольшой работы над серией, Дж. М. Де Маттеис вернул Сорвиголове его традиционный красный костюм и личность Мэтта Мёрдока.
При сценаристах Карле Кеселе, а затем и Джо Келли серия смерила тон мрачности, и Сорвиголова вновь стал беззаботным, остроумным героем, как в ранних выпусках. Мэтт и Фогги (которому стала известна тайна личности Мэтта) присоединились к юридической фирме, которой управляла мать Фогги, Розалинда Шарп.
В 1998 году нумерация комикса Daredevil была перезапущена, а серия была отменена после #380 и возродилась через месяц в рамках проекта Marvel Knights. Джо Кесада проиллюстрировал новую серию, сценаристом которой выступил режиссёр Кевин Смит. В его первой сюжетной арке, Guardian Devil Сорвиголова изо всех сил пытался защитить ребёнка, который якобы мог оказаться либо Мессией, либо Антихристом. Мёрдок пережил кризис веры, усугубляемый открытием о заражении Карен Пейдж СПИДом (позже выяснилось, что это розыгрыш), и её последующей смертью от руки Меченого. Когда Сорвиголова обнаружил, что за всеми произошедшими с ним с недавних пор событиями стоял умирающий от рака Мистерио, он победил его, после чего суперзлодей совершил самоубийство. Мэтт решил использовать деньги, оставленные ему Карен в своём завещании, чтобы снова открыть контору «Нельсон и Мёрдок».
На смену Смиту пришёл сценарист-художник Дэвид Мак, который написал сюжет из семи выпусков «Части дыры» (vol. 2, # 9-15). В арке дебютировала Майя Лопез, глухая практикантка боевых искусств, известная как Эхо.

### 2000-е
Дэвид Мак пригласил в Marvel своего коллегу Брайана Майкла Бендиса, чтобы тот стал соавтором следующей арки «Просыпайся» в vol. 2, #16-19 (Май, 200 — август, 2001), в которой репортёр Бен Урих изучал последствия битвы между Сорвиголовой и новым Лягухом.
В минисерии Daredevil: Yellow 2001 года был представлен ещё один свежий взгляд на происхождение Сорвиголовы за счёт писем, написанных Карен Пейдж после её смерти. По сюжету, Мэтт Мёрдок и Фогги Нельсон соперничали за сердце Карен Пейдж, попутно освещая многие события из ранних выпусков Daredevil. В роли антагонистов выступили суперзлодеи Филин и Пурпурный человек. В этой истории Сорвиголова приписал Пейдж создание эпитета «Человек без страха». Кроме того, Мэтт начал начал носить тёмно-бордовое вместо чёрно-жёлтого благодаря её совету.
В #26 (Декабрь, 2001) вернулся Брайан Майкл Бендис. В этом ране у героя появился новый любовный интерес, а впоследствии будущая жена Мила Донован, состоялось очередное раскрытие тайной личности Мёрдока, восстановление влияния Кингпина и арест Сорвиголовы ФБР.
Разоблачение Сорвиголовы и его последствия по-прежнему использовались в качестве сюжетного хода как Бендисом, так и сценаристом Эдом Брубакером, который вместе с художником Майклом Ларком начали работать над комиксом начиная с Daredevil vol. 2, #82 (Февраль, 2006).
В первой сюжетной арке Брубейкера появился новый персонаж, маскирующийся под Сорвиголову из Адской кухни. В дальнейшем Мэтт выяснил, что этим мужчиной был его друг Дэнни Ренд, также известный как Железный кулак.
Серия вернулась к первоначальной нумерации с выпуском #500 (Октябрь, 2009), который последовал за vol. 2, #119 (Август, 2009). Новый сценарист Энди Диггл пересмотрел статус-кво, когда Сорвиголова взял на себя руководство кланом Руки. Позже Сорвиголова появился в ваншоте Dark Reign: The List — Daredevil.

### 2010-е
В арке-кроссовере Shadowland, раскрылось, что недавние действия Сорвиголовы после взятия под контроль Рукой исходили из одержимости героем демоном Зверем. Избавившись от власти демона благодаря своим союзникам, Мёрдок покинул Нью-Йорк, вверяя свою территорию в руки Чёрной пантеры в ограниченной серии «Black Panther: Man Without Fear». В минисерии Daredevil: Reborn #1-4 (Март — июль, 2011), Мэтт противостоял наркодилеру, способным заставлять своих врагов переживать их самые главные страхи. Мёрдок подтвердил свою роль «Человека без страха» и решил вернуться в Нью-Йорк.
В июле 2011 года Daredevil был перезапущен с vol. 3, # 1 (Сентябрь, 2011), а его сценаристом выступил Марк Уэйд. Уэйд ставил акцент на способностях персонажа и восприятии им физического мира. В #1 Мёрдок обнаружил, что больше не может выступать в качестве адвоката в суде из-за прошлых обвинений в ношении им личности Сорвиголовы, что превращает его последнее дело в качестве защитника в фарс. Двумя выпусками позже Нельсон и Мёрдок разработали новую бизнес-стратегию работы в качестве консультантов, обучая клиентов тому, как представлять себя в суде. Сорвиголова присоединился к Новым Мстителям в истории, написанной бывшим сценаристом серии Daredevil Брайаном Майклом Бендисом. Сорвиголова появлялся в серии New Avengers 2010 года в выпусках #16-34 (Ноябрь, 2011 — январь, 2013.). В какой-то момент Фогги начал сомневаться в рассудке Мэтта, что в конечном итоге привело к ссоре между ними. Они помирились с момента раскрытия правды. Daredevil vol. 3 Завершился на #36 в феврале 2014 года, в котором Мэтт был вынужден публично раскрыть свою личность Сорвиголовы, в результате чего Нью-Йорк лишил его статуса адвоката и он был вынужден снова переехать в Сан-Франциско.
Уэйд и Крис Самни продолжили историю в комиксе Daredevil: Road Warrior от Infinite Comics, в где основное внимание уделялось приключениям Мэтта во время поездки в Сан-Франциско. Он был переиздан как #0.1 Daredevil vol. 4, который был выпущен под руководством Уэйда и Самни совместно с # 1 (Март, 2014) в рамках All-New Marvel NOW!, где охватывалась новая жизнь Мэтта в Сан-Франциско.
Daredevil vol. 4 завершился на #18 в сентябре 2015 года. Новый том начался как часть проекта All-New, All-Different Marvel, был написан Чарльзом Соулом и проиллюстрирован Роном Гарни, а первые два выпуска вышли в декабре 2015 года. В этой серии Мэтт вернулся в Нью-Йорк, устроившись помощником окружного прокурора. У него появились новый костюм и ученик в лице Сэмюэль Чанг, иммигранта без документов, который с детства проживал в китайском квартале Нью-Йорка и получил кодовое имя Блайндспот. В более поздней арке было раскрыто, как Мэтт восстановил тайну личности: когда Пурпурные Дети приобрели разработанный их отцом прибор для усиления его способностей после того, как Мэтт спас их от толпы, они использовали прибор, чтобы стереть воспоминания людей о личности Мэтта как Сорвиголовы, Тем не менее, он позволил открыть тайну Фогги. В дальнейшем Мёрдок воспользовался новым судебным делом, чтобы создать прецедент для супергероев, дающих показания в суде, без необходимости раскрывать тайну личности. Несмотря на вмешательство Кингпина, Мёрдоку удалось донести этот прецедент до Верховного суда.
После # 28, как и в случае с другими сериями Marvel, в рамках мероприятия Marvel Legacy, официальная нумерация серии Daredevil была перезапущенаобратно к исходной нумерации, которая началась с #595, выпущенного 8 ноября 2017. Кингпин стал мэром Нью-Йорка и начал кампанию по объявлению преступниками костюмированных линчевателей. Попытка Мёрдока организовать спецоперацию привела к аресту его союзников, однако манипуляции Фиска обернулись против него и тот подвергся нападению со стороны Руки, после чего впал в кому, а Мёрдок стал новым мэром города, что позволило ему взять под контроль Нью-Йорк и освободить своих товарищей-героев, которые помогли ему остановить Руку.
Чарльз Соул выпустил свою последнюю сюжетную линию Сорвиголовы «Смерть Сорвиголовы», состоявшую из 4 частей, которая завершила серию. После этого серия была приостановлена на два месяца и возобновлена в феврале 2019 года с новым томом, написанным Чипом Здарски. Главным художником серии стал Марко Чеккетто. В новом томе Сорвиголова вернулся к борьбе с преступностью, в ходе которой случайно убил грабителя при задержании, что заставило его усомниться в своём статусе героя и вступить в конфронтацию с Человеком-пауком. Позже Мёрдок отказался от роли Сорвиголовы и сосредоточился на своей работе в качестве офицера по условно-досрочному освобождению, чувствуя, что Сорвиголова не приносит правосудия и только вредит сообществу Адской Кухни. Его мантию переняли несколько линчевателей, пытающихся заменить Сорвиголову, что в конечном итоге привело к тому, что Мёрдок надел чёрную вариацию костюма Сорвиголовы и сразился с мафией, которая захватила Адскую кухню, узурпируя контроль Уилсона Фиска над районом.

### 2020-е
После спасения Адской кухни, Сорвиголова, по-прежнему пребывая в образе, сдался под стражу полиции, заявив, что хочет предстать перед судом за свои преступления, но при условии сохранения в тайне его личности. Он добровольно признался в убийстве и был приговорён к лишению свободы. Пока Мэтт отбывал срок, роль Сорвиголовы взяла Электра. В тюрьме Мёрдок пытался свыкнуться с мыслью, что Сорвиголова и Мэтт Мёрдок работали вместе, чтобы сажать людей в тюрьму, что, по его мнению, разрушало жизни этих людей, не перевоспитывая их и не направляя на верный путь.
В августе 2021 года было подтверждено, что текущий том серии завершится в ноябре 2021 года на #36.

## Силы и способности
Несмотря на слепоту, Мэтт обладает четырьмя обострёнными чувствами восприятия, благодаря чему его возможности выходят далеко за пределы способностей зрячих людей. Немногие персонажи знают, что Сорвиголова лишён зрения. Сорвиголова развил «радарное чутьё», напоминающее эхолокацию. По признанию сценариста / соавтора Стэна Ли, он беспокоился о том, что слепые люди будут оскорблены тем, насколько сильно он преувеличил обострение оставшихся чувств слепого человека, однако его опасения были развеяны письмами от таких организаций, как The Lighthouse for the Blind, в которых говорилось, что слепым людям понравились комиксы о Сорвиголове.
В своё время Потусторонний вернул Сорвиголове зрение, который, тем не менее, заподозрил подвох в этом акте доброй воли, поэтому отказался от помощи Потустороннего, с чем тот согласился.
Когда Фрэнк Миллер расширил большинство способностей Сорвиголовы, он попытался сделать их «довольно необычными, дабы они выглядели более зрелищно, но не пересекались с силами Супермена», подчеркнув неправдоподобность сил последнего. Когда Миллер присоединился к серии в 1979 году, то первым делом «переосмыслил» радарное чутьё супергероя, сделав его менее ярко выраженным и более правдоподобным, поскольку хотел, чтобы Сорвиголова лучше походил на реальных мастеров боевых искусств. Благодаря чувству осязания, Мэтт Мёрдок может читать при помощи проведения пальцем по буквам на страницах, однако он не в состоянии считывать написанный чернилами текст на ламинированных листах. Сорвиголова часто использует свой сверхчеловеческий слух в качестве полиграфа на допросах, прислушиваясь к изменениям в сердцебиении человека. Эту способность можно обмануть, если сердце другого человека не бьётся с естественной скоростью, например, если у того имеется искусственный кардиостимулятор.
В то же время, обострённая чувствительность Сорвиголовы имеет негативные эффекты: его главная слабость заключается в том, что сильные звуки или запахи могут временно ослабить его радарное чутьё. Нередко антагонисты пользуются этим, чтобы обездвижить супергероя. С другой стороны, отсутствие вкуса или запаха у некоторых веществ может быть использовано против него, как в одном случае с галлюциногенным препаратом, созданным таким образом, что Сорвиголова не мог понять, находился ли он под действием наркотика. Дьявол адской кухни в состоянии уловить незначительные изменения в атмосфере, предшествующие телепортации других людей. Люди со сверхчеловеческой скоростью, такие как Человек-паук, слишком быстры, чтобы их можно было обнаружить и отслеживать с помощью радарного чутья.
Хотя радар практически полностью компенсирует слепоту Мёрдока, у него есть определённые ограничения. Он не может определить цвет без физического прикосновения и читать полиграфические материалы. Большинство фотографий, изображений с телевизоров и мониторов не воспроизводятся в его сознании. Тем не менее, радарное зрение неоднократно позволяло Мэтту «видеть» сквозь стены и ткань. Радарное чутьё предоставляет ему обзор на 360 градусов.
Несмотря на отсутствие сверхчеловеческих характеристик помимо обострённого восприятия, Сорвиголова является мастером боевых искусств. Стик обучил его навыкам рукопашного боя. Он использует элементы из широкого спектра боевых искусств, в том числе: ниндзюцу, айки-дзюдзюцу, айкидо, дзюдо, карате, джиу-джитсу, кунг-фу, силат, капоэйра, рестлинг и бои на палках, в сочетании с американским боксом, а также гимнастические способности олимпийского уровня.
Фирменное оружие Сорвиголовы представляет собой специально разработанный самим Мэттом Мёрдоком боевой шест. В повседневной жизни адвокат использует его как трость. Он состоит из двух частей, скреплённых выдвижным тросом. Это приспособление можно использовать в качестве нунчак, манрики гусари, обычной дубинки или троса с крюком. Оружие можно также соединить в один шест. Внутренние механизмы позволяют аккуратно наматывать и разматывать трос, а мощная пружина активирует метание.
В обычной жизни, Мёрдок является опытным и авторитетным адвокатом Нью-Йорка. Он — опытный детектив, следопыт и эксперт по допросам, а также квалифицированный стрелок.
По мнению некоторых знакомых персонажа, невозможно раскрыть тайну личности Сорвиголовы с помощью дедуктивного метода, если только тот сам не скажет, кто он на самом деле, или будет насильно разоблачён.

## Альтернативные версии

### 1602
В романе Нила Геймана Marvel 1602, действие которого происходит на Земле-311, Мэттью Мёрдок (известный как Бард) представлен как слепой балладист. Также он является наёмником, который берётся за любую работу, которая хорошо оплачивается. В детстве Мэттью был бесстрашным мальчиком, склонным к любопытству. Однажды он обнаружил тёмную пещеру со светящимся зелёным веществом внутри. Впоследствии был обнаружен матерью с тяжёлым приступом лихорадки и потерей зрения. Несмотря на слепоту, остальные чувства Мэттью обострились до сверхчеловеческого уровня. Мэттью путешествовал по миру, выдавая себя за слепого поэта-попрошайку, что пел песни о героях и казался слабым и беспомощным. Истинная личность Мэттью раскрывалась в те моменты, когда он выполнял работу за деньги или подвергался нападению.
Главный шпион королевы Англии, Николас Фьюри, нанял его, чтобы выследить и защитить Донала, тамплиерского хранителя посоха Тора. По пути на встречу с Доналом он встретил женщину по имени Наташа (она же Чёрная Вдова), которую назвал самой опасной женщиной в Европе. Он не ошибся, поскольку та вскоре предала его, разбив об голову бутылку и столкнув в каньон. Мёрдок выжил и вернулся в тёмную пещеру как раз вовремя, чтобы спасти Донала от нападения людей Наташи. Несмотря на попытки Мэттью спасти Донала, Наташа окружила вход в пещеру гарнизоном людей, посланных графом Отто фон Думом из Латверии, чтобы захватить сокровища старика, Донала и Мэттью Мёрдока. Дум заключил их в тюрьму в одной из камер своего замка и, будучи сбитым с толку Доналом, который дал ему золотую безделушку, чтобы отвести внимание от настоящего сокровища — посоха. Также Донал вошёл в контакт с Доктором Стрэнджем, бывшим придворным магом и врачом Королевы, который сообщил им о скором прибытии в замок группы героев.
Мёрдоку и Доналу удалось выбраться из замка благодаря действиям капитана Фантастической четвёрки. Будучи загнанными в угол Думом, который потребовал посох, Донал использовал этот артефакт, чтобы превратиться в бога Тора. Тот использовал свои силы, чтобы остановить людей Дума и помочь Карлосу Хавьеру в нападении на замок Дума, что позволило последнему воспользоваться молниями Тора, чтобы взорвать золотую сферу, которую дал ему Донал, в результате чего Дум получил шрам на лице и другие тяжёлые травмы. В то время как Донал в роли Тора присоединился к группе на борту их корабля, направляющегося в Новый Свет, чтобы исправить разрыв в их вселенной, Мёрдок покинул Латверию.
Позже Мёрдок возник из темноты перед королём Джеймсом, угрожая перерезать ему горло, если тот когда-нибудь нападёт на Фьюри, шпиона покойной королевы. Затем он выпрыгнул из окна, пообещав вернуться снова, если Джеймс нарушит слово не трогать его родную землю Ирландию.

### 2099
- В Marvel Knights, Сорвиголовой 2099 является Сэмюэл Фиск, внук Уилсона Фиска, который стыдился деятельности своего деда и принял наследие Сорвиголовы, а также состояние Кингпина, перешедшее ему по праву кровного родства.
- В ван-шоте 2099 AD Genesis (Январь, 1996) в рамках Marvel 2099 появилась другая версия Сорвиголовы, противостоящая корпоративным преступникам из Алхимакс в футуристическом Нью-Йорке. Его настоящее имя — Эрик Нельсон. Эрик приходится внуком давнему союзнику Мэтта Мёрдока, Фогги Нельсону.

### Age of Apocalypse
В реальности Age of Apocalypse (Земля-295) Хранитель Мёрдок служит Михаилу Распутину, одному из Четырёх Всадников Апокалипсиса. Воздействие токсичных отходов во время пребывания в одном из трудовых лагерей Апокалипсиса для людей, привело к слепоте Мёрдока, но вместе с тем привело к появлению сверхчеловеческих способностей, которые тот, тем не менее, расценивал как дар Распутина. После случайного соприкосновения с выведенным из строя Эмпатом, Хранитель осознал свою ошибку и избавил Эмпата от страданий, избив его до смерти своей дубинкой. После отречения от Михаила, Мёрдок Мёрдок осознал, что его обострённые ощущения не были связаны со служением Распутину. Он с горечью осознал, что на протяжении долгих лет Распутин манипулировал им.
Десять лет спустя, Мёрдок начал работать «Оружие Омеги», замену «Апокалипсису». Он стал хранителем Нового Апокалипсиса, используя своё чутьё, чтобы отслеживать проникающих в город людей. Мёрдок был побеждён Пророком, который воспользовался ядовитым газом.

### Amalgam
Во вселенной Amalgam Comics Слэйд Мёрдок является слепой наёмницей в Нью-Готэм-сити, выступая под именем «Отважный Терминатор», будучи смелой женщиной, которой немногие отважатся бросить вызов. Персонаж основан на Сорвиголове и Терминаторе Детстроуке из DC Comics.
Также упоминается ещё одна вариация Сорвиголовы, известная как Мёртвый дьявол, Человек без жизни, которая совмещает в себе образы Дьявола Адской кухни и Мертвеца.

### Earth X
В реальности Earth X есть как минимум три альтернативных «Сорвиголовы». Первый — Курт Вагнер, который вернулся в прошлое, где превратился в краснокожего демона Беласко. Став героем, он отправился в Адскую кухню в качестве её нового защитника.
Второй — Мэттью Мёрдок, показанный в составе Мстящих призраков.
Третий — неуязвимый каскадёр, которого Существо идентифицировал как Дэдпула, что носит имя Сорвиголова, а также костюм на стыке снаряжения Сорвиголовы и Ивела Книвела. Эта версия жаждет собственной смерти. По словам Человека-машины, каскадёр никогда не существовал во вселенной Marvel, вместо этого став уникальным персонажем из вселенной Earth X.

### End of Days
Daredevil End of Days — минисерия из восьми выпусков 2013 года, в котором рассказывается о последних днях Сорвиголовы. Во время последней битвы с Меченым, Сорвиголова шепчет заклятому врагу только одно слово «Мапоне», прежде чем убить его ударом по голове дубинкой. За несколько лет до своей смерти Сорвиголова столкнулся с Кингпином, когда тот вернулся в Адскую кухню. Фиск заключил сделку с правительством, и Сорвиголова, не видя других вариантов остановить Фиска, убил его на глазах у многих людей на улицах. После убийства Фиска, Сорвиголова исчез на много лет до своей последней битвы с Меченым, избегая своих друзей и товарищей-супергероев. Мэтт тренировал Тима Уриха, приёмного сына давнего друга Бена Уриха, чтобы тот стал новым Сорвиголовой. После завершения обучения Тима и, узнав о возвращении Меченого в Адскую кухню, Мёрдок вернулся к роли Сорвиголовы, чтобы не дать своим врагам из прошлого повлиять на своего преемника. Его действия во время последней битвы свели Меченого с ума от любопытства по поводу значения слова «Мапоне», что привело его к самоубийству.
Выясняется, что Чёрная вдова родила Мэтту дочь по имени Мапоне Романова. После смерти Наташи, Мэтт и Мапоне прекратили общение. Предположительно, Мэтт также являлся отцом других четырёх детей от женщин, с которыми у него были отношения в прошлом: у Электры Начиос есть сын, которого тоже зовут Мэтью, у Миллы Донован есть сын по имени Франклин, а Мэри Уокер является матерью двух мальчиков-близнецов.

### Exiles
На Земле-181 Сорвиголова представлен как убийца, работающий на Кингпина из своей реальности.

### Earth-13584
На Земле-13584 Сорвиголова является членом банды Человека-паука.

### House of M
В комиксе-кроссовере House of M Мэтт Мёрдок / Сорвиголова имеет романтические отношения с Женщиной-Халк. Происхождение и степень его способностей не объясняются, однако сам персонаж напоминает оригинального Сорвиголову. Также неизвестно, приобрёл ли он боевые навыки благодаря обострённому восприятию или же они проявились, когда Лейла Миллер «привела его в чувство».

### Marvel Mangaverse
В Marvel Mangaverse существует версия Сорвиголовы, известная как Охотник на дьявола. Его костюм сделан по образцу они, японского демона.

### Marvel Zombies
Сорвиголова появляется в ограниченной серии Marvel Zombies vs. The Army of Darkness. Ещё не подвергнувшись воздействию вируса, он сражается со злодеем Громобоем. Не разобравшись в ситуации, Эш помогает Громобою выиграть бой.
Также Сорвиголова фигурирует в Marvel Zombies: Dead Days. Он спасает Нову от зомбированного Человека-паука, говоря, что они должны немедленно убить бывшего союзника. По иронии судьбы, он становится зомби, когда Человек-паук кусает его в спину, так как Нова оказывается слишком напуган, чтобы помочь ему.
В ограниченной серии Marvel Zombies Сорвиголова входит в число тех, кто преследует и в конечном итоге съедает Магнето, но не раньше, чем Магнето поражает метательным снарядом его торс. Предположительно, Сорвиголова был уничтожен после того, как несколько зомби получили Космическую Силу и испепелили всех остальных зомби вокруг.

### MC2
В альтернативной временной шкале, опубликованной под названием MC2, Сорвиголова был убит Кингпином, спасая жизнь Каина Паркера. Кейн попыталя оживить Сорвиголову с помощью колдовства, но непреднамеренно привязал душу Сорвиголовы и демона Заратоса к Рейли Тайну, который стал супергероем Тёмным дьяволом.

### Mutant X
Альтернативная версия Сорвиголовы в серии Mutant X носит костюм, напоминающий снаряжение Сорвиголовы авторства 1940-х годов Льва Глисона.

### Old Man Logan
В комиксе Old Man Logan показана альтернативная линия будущего, события которой разворачиваются спустя 50 лет после того, как супергерои проиграли великую битву. Были показаны двое молодых людей, одетых как Сорвиголова и Каратель, которых приковал к шесту новый Кингпин, в прошлом убивший Магнето после попытки освободить от него город. Человек в костюме Сорвиголовы спрашивает о местонахождении внучки Человека-паука, которая также является дочерью Мстителя Соколиного глаза. Новый Кингпин заявляет, что ещё не принял решения о её судьбе, а также добавляет о милосердии по отношению к Сорвиголове и Карателю. Затем тех съедают хищники.
Находясь на Манхэттене, Чаровница сражалась с Женщиной-Халком, Сорвиголовой и Лунным Рыцарем. После того, как Каратель убил Электро, Чаровница произнесла заклинание, усилившее окружающие звуки настолько, что голова Мэтта Мёрдока не выдержала и взорвалась.
В приквеле Old Man Hawkeye Мэтт оказывается одним из немногих оставшихся в живых героев, которые каким-то образом пережили атаку Чаровницы. После того, как злодеи завоевали большую часть планеты, Мэтт сбежал в Гималаи и основал собственное додзё, взяв псевдоним своего мастера «Стик». Когда Клинт Бартон потерял зрение, он обратился за помощью к Стику, чтобы узнать, как ужиться со своей слепотой.

### Noir
В серии Daredevil Noir, выходящей в рамках Marvel Noir, Мэтт Мёрдок был ослеплён убийцей своего отца, который жестоко ударил его головой о кирпичную стену. Несмотря на желание стать юристом, Мэтт не смог построить карьеру из-за нехватки средств, из-за чего был вынужден быть исполнителем. Позже он стал линчевателем, расправляющимся с преступниками, чтобы отомстить за тех, кого те убили.

### Runaways
В альтернативном будущем Runaways Сорвиголова является членом команды Мстителей Героини.

### Ruins
В ограниченной серии Уоррена Эллиса Ruins из двух выпуском в заголовке газеты значилась информация, что Мэттью Мёрдок погиб в результате несчастного случая, когда радиоактивное вещество, выпавшее из потерявшего управление грузовика, попало на его лицо. В результате, он так и не стал Сорвиголовой.

### Secret Wars
Во время сюжетной линии Secret Wars в Мире Битв появились различные версии Сорвиголовы.
- В «Говарде-человеке» мышиная версия Мэтта Мёрдока по имени Мышь Мёрдок обитает в Нью-Квак Сити. Мышь Мёрдок предоставляет Говарду-человеку сведения о связи убитого информатора с Уилсоном Фиском (в этой реальности Фиск — горилла). Фиск посылает за ними обезьян-ниндзя, но Мёрдок побеждает их всех, а затем сообщает Говарду-человеку местоположение опоссума[116].
- В Мире битв «Лимбо» Мэтт женат на Карен. Мефисто наложил на него чары, заставив думать о Тифозной Мэри, облик которой он принял, чтобы напасть на Мёрдока. Карен спасает Мэтта, отрубив Мефисто голову, и они разделяют последний поцелуй, прежде чем мир разрушается[117].

### Spider-Gwen
Мэтт Мёрдок выступает главным антагонистом большей части серии комиксов Spider-Gwen. Подобно оригинальному Сорвиголове, он является слепым адвокатом и обладает теми же способностями. Тем не менее, он в конечном итоге становится альтернативной версией Кингпина в этом мире и вступает в конфронтацию с Гвен Стейси, Женщиной-пауком этого измерения.

### Spider-Ham
В комиксе Spider-Ham, выходящей под эгидой Star Comics, Сорвиголова является костюмированным оленем по имени Оленья башка.

### Teenage Mutant Ninja Turtles (Mirage Studios)
История происхождения Черепашек-ниндзя заключается в том, что когда-то они были четырьмя новорождёнными домашними черепахами, принадлежащими маленькому мальчику, однако впоследствии подверглись воздействию мутагена и упали в канализацию, когда их владелец оказался втянутым в инцидент с потерявшим вождение грузовиком, перевозившим опасные вещества. История происхождения намеренно создавалась по образцу ориджина Сорвиголовы. Создатели комикса подтвердили, что этим мальчиком должен был быть молодой Мэтт Мёрдок, что объясняло способности Сорвиголовы воздействием мутагена.

### Ultimate Marvel
В Ultimate Marvel Сорвиголова является одним из главных героев двух ограниченных сериях, Ultimate Daredevil and Elektra и Ultimate Elektra. В Ultimate Spider-Man # 109 раскрывается, что его отец Джек был боксёром, убитым Кингпином (он же Уилсон Фиск) за отказ проиграть матч. Позже, после того, как Кингпин сжёг контору Мёрдока, обезумевший Сорвиголова ворвался в апартаменты Фиска и грозился убить Ванессу Фиск, находящуюся в коме, однако Человеку-пауку удалось вразумить его. Во время наводнения в Нью-Йорке, устроенного Магнето в ходе событий Ultimatum, труп Сорвиголовы был обнаружен Человеком-пауком и Халком.
В Ultimate Comics: Avengers, новый, 12-летний Сорвиголова по имени Рэй Коннор был найден и натренирован Стиком после несчастного случая, похожего на тот, что дал его предшественнику силы. Также Коннор оказывается поклонником Человека-Паука. Через некоторое время после признания его публикой новым Сорвиголовой он и Стик были атакованы вампирами. Сорвиголова становится вампиром и кусает Капитана Америку. В то время как он почти убивает Блэйда, второй Сорвиголова по всей видимости погибает, когда Капитан Америка телепортирует Трискелион в Иранскую пустыню.

### What If
В Что если… все бы знали, что Сорвиголова был слеп?, Электро раскрыл Сорвиголовы, когда тот помогал Человеку-пауку в бою, обратив внимание, что Сорвиголова не обратил внимание на особенно ярую вспышку света. Несмотря на победу над Фиилином, который использовал в бою специально сконструированное под способности Сорвиголовы оружие, Мэтт решил пройти через рискованную операцию по восстановлению зрения. Когда воздействие ещё одной дозы радиоактивных веществ лишило Мэтта его обострённых чувств, Мэтт решил завершить карьеру супергероя и баллотироваться на пост окружного прокурора.
В Что если… Карен Пейдж бы выжила?, Карен Пейдж пережила свою последнюю встречу с Меченым, Сорвиголова до смерти избил Кингпина за его участие в инциденте. Несмотря на спасение своих друзей, Мэтт был приговорён к 44 годам тюремного заключения за убийство Фиска, но из-за страха других заключённых пребывал в одиночной камере, куда наведывался Ник Фьюри, обсуждая с ним юридические вопросы. В конце концов, он был освобождён через 15 лет за примерное поведение.

## Второстепенные персонажи
За долгие годы существования серии комиксов Daredevil многие персонажи в той или иной степени оказывали влияние на жизнь Мэтта Мёрдока. Его отец, «Джек-боец» Мёрдок, донёс до Мэтта важность образования и воздержания от насилия с целью воспитать из своего сына лучшего человека, чем он сам. Он поощрял обучение Мэтта и не хотел, чтобы тот искал решение проблемы в применении физической силы. Джек запретил своему сыну заниматься какой-либо физическим развитием. После того, как его отец был убит, Мэтт стал супергероем и вступил в противостояние с мафией. Он был обучен старым слепым мастером ниндзя по имени Стик, будучи лишённым зрения из-за несчастного случая в детстве.
Лучшим другом Мэтта Мёрдока является Франклин «Фогги» Нельсон, его сосед по комнате в колледже, а также юридический партнёр. В первые годы серии их отношения были полны напряжённости из-за чувства неполноценности, который Нельсон испытывал перед Мёрдоком как в качестве адвоката, так и на любовном фронте, в борьбе за сердце Карен Пейдж. Они часто спорили о том, что Мёрдок предпочитает защищать суперзлодеев, тогда как Нельсон больше склонялся к корпоративному праву. Пухлый и неуклюжий Нельсон часто использовался сценаристами для внесения в серию больше лёгкости и комичности. Когда речь заходит о супергеройской стороне, одним из главных союзников Сорвиголовы является Человек-паук. Благодаря своему радарному чутью, во время их первой встречи Мёрдок смог раскрыть тайну личности стенолаза, а через некоторое время и сам раскрыл ему свою личность. После событий сюжетных арок Spider-Man: One More Day и Пурпурные, они больше не знают тайны личности друг друга. Впоследствии, Сорвиголова подружился с Железным кулаком, который однажды даже использовал его личность. Джессика Джонс, бывшая супергероиня, посвятившая себя работе детектива, выступает в качестве телохранителя Мэтта Мёрдока в его обычной жизни. Её муж Люк Кейдж также является другом Сорвиголовы. Майя Лопес, глухая девушка и опытный мастер боевых искусств, стала союзником Сорвиголовы после того, как тот убедил её, что ею манипулировал Кингпин. Бен Урих, репортёр Daily Bugle, раскрыл тайну личности Сорвиголовы и, в конечном итоге, стал его другом, однако какое-то время спустя Сорвиголова решил разорвать свои профессиональные отношения с Урихом, чтобы не вовлекать того в свои проблемы и обезопасить от неприятностей. Из-за различного представления о борьбе с преступностью, Фрэнк Касл, также известный как Каратель переменно выступает как союзник Сорвиголовы, так и его противник.
У Сорвиголовы складывались непростые отношения с женщинами. Одним из наиболее значимых любовных интересов Сорвиголовы является Электра, наёмная убийца, впоследствии убитая Меченым, но затем воскрешённая. Мэтт Долго время пытался наладить личную жизнь со своей коллегой Карен Пейдж, но та, в конечном итоге, также была убита Меченым. В 2000-х Мёрдок женится на женщине по имени Милла Донован, хотя один из врагов Сорвиголовы довёл её до безумия.

### Антагонисты
В ранние годы Сорвиголова сражался с различными костюмированными суперзлодеями, первым из которых был Электро, известный враг Человека-паука, в Daredevil #2 (Июнь, 1964). Среди регулярных противников Сорвиголовы можно выделить: Филина, Пурпурного человека, Мистера Страха, Стилтмэна, Гладиатора, Джестера, Человека-быка и Смертельного сталкера. Часто Сорвиголова противостоял суперзлодейскому дуэту Кобры и Мистера Хайда, и несколько раз дрался в одиночку с последним. В #131 дебютировал убийца-психопат Меченый, став одним из главных врагов Сорвиголовы.
Начиная с выпусков Daredevil авторства Фрэнка Миллера, Сорвиголова начал реже пересекаться со злодеями из ранних выпусков, а его заклятым врагом стал Кингпин. Как и в случае с Пурпурным человеком, Ловцом смерти, Убийце и некоторыми другими, Кингпин давно знает тайну личности Сорвиголовы. Его роль в качестве основного антагониста серии завершилась на #300, однако он продолжает время от времени угрожать Сорвиголове. Электра дебютировала как наёмная убийца, и, несмотря на недолгое противостояние с супергероем, прежде всего она известна как его возлюбленная, с которой ему не суждено быть вместе. В Daredevil #254 Энн Ноченти представила Тифозную Мэри, головореза Кингпина, ставшую врагом Сорвиголовы.

## Вне комиксов

### Телевидение
- В 1975 году Анджела Боуи приобрела права на телевизионную адаптацию «Сорвиголовы» и «Чёрной вдовы» сроком на один год, после чего запланировала сериал с обоими персонажами. Боуи наняла фотографа Терри О’Нила для фотоссесии, где взяла образ Чёрной вдовы, в то время как актёр Бен Каррутерс должен был сыграть Сорвиголову, с целью продвижения проекта в продюсерских кругах, однако тот не сыскал одобрения среди деятелей киноиндустрии[145].
- В 1983 году ABC планировали разработку пилотной серии сериала «Сорвиголова». Лауреат премии Оскар писатель Стирлинг Силлифант завершил набросок сценария, однако проекту не был дан зелёный свет[146].
- Первое появление Сорвиголовы на телевидении состоялось в телефильме «Невероятный Халк: Испытание» 1989 года, где его роль исполнил Рекс Смит[англ.]. Здесь он также является слепым, но не носит тёмные очки. Он становится адвокатом Дэвида Бэннера и в дальнейшем они объединяют усилия в борьбе против Уилсона Фиска[147]. Вместо дьявольского костюма, в фильме Мэтт носил чёрный костюм наподобие ниндзя, закрывающий глаза, и не использовал в бою оружие. Впоследствии этот образ перекочевал в минисерию Daredevil: The Man Without Fear Фрэнка Миллера и Джона Ромиты-младшего, а также сериал от Marvel Television.

#### Мультсериалы
- Мэтт Мёрдок появляется в мультсериале «Человек-паук и его удивительные друзья» 1983 года в эпизоде «Атака арахноида», где его озвучил Фрэнк Уэлкер[148]. В то время как Сорвиголова появляется лишь в фантазии Мэтта Мёрдока, сам адвокат представляет интересы обвиняемого Человека-паука, которого подставил учёный-химик по имени Золтан Амаде, ставший Арахноидом.
- В 1980-х ABC планировали разработку мультсериала «Сорвиголова», где главного героя должен был сопровождать пёс-поводырь по имени «Суперсобака Молния»[149][150]. В 2008 году, сценарист Марк Эванье заявил, что он представил студии последний вариант пилотной серии, где собака-поводырь Молния не имела сверхспособностей[149].
- Сорвиголова появляется в мультсериале «Человек-паук» 1994 года в эпизодах «Подстава» и «Человек без страха», где его озвучил Эдвард Альберт[148]. Подобно истории происхождения из комиксов, Мэтт Мёрдок ослеп из-за попадания радиоактивных веществ, однако это произошло в тот момент, когда тот стал свидетелем незаконной деятельности своего отца. После того, как Джек Мёрдок был убит Уилсоном Фиском, Мэтт прошёл обучение Стика, став супергероем Сорвиголовой. Годы спустя, Джей Джона Джеймсон нанимает Мэтта, чтобы тот защищал в суде обвинённого в промышленном шпионаже Питера Паркера, подставленного Ричардом Фиском. Также эти эпизоды вошла в сборник «Сорвиголова против Человека-паука», выпущенный сразу на DVD.
- В мультсериале «Фантастическая Четвёрка» 1994 года, в эпизоде «И слепец поведёт их», Сорвиголова, озвученный Биллом Смитровичем[151], помогает Фантастической четвёрке, утратившей свои способности, в борьбе против Доктора Дума. В серии «Свет далёкой звезды» Сорвиголова появился на несколько секунд, пролетая на тросе.
- Были изготовлены раскадровки для потенциального мультсериала «Сорвиголова», предназначенного для показа на Fox Kids[152].

### Кино
- В фильме Кевина Смита «Джей и Молчаливый Боб наносят ответный удар» (2001), в небольшом эпизоде, когда главные герои пробегают по съёмочной площадке, на заднем плане появляется актёр в костюме Сорвиголовы. Примечательно, что Кевин Смит с детства был большим поклонником комиксов, а также выступил одним из сценаристов комикса о Сорвиголове и позднее снялся в фильме 2003 года.
- В феврале 2003 года, компания 20th Century Fox выпустила фильм «Сорвиголова» от режиссёра и сценариста Марка Стивена Джонсона, где роль Мэтта Мёрдока / Сорвиголовы исполнил Бен Аффлек.
- Аффлек повторил роль Мёрдока в вырезанной сцене фильма «Электра» 2005 года. Он появляется во сне Электры, где просит её не сдаваться[153].
- В ноябре 2013 генеральный директор Disney Боб Айгер заявил, что в случае популярности телесериалов Marvel от Netflix, таких как «Железный Кулак», «вполне возможно, что они станут художественными фильмами»[154].

### Кинематографическая вселенная Marvel
В ноябре 2013 года Disney и Marvel объявили, что новый телесериал «Сорвиголова», действие которого происходит в Кинематографической вселенной Marvel, будет эксклюзивно выпущен на Netflix. В декабре 2013 года Marvel подтвердила, что исполнительным продюсером и шоураннером сериала выступит Дрю Годдард, который также напишет сценарий к первому эпизоду. К маю 2014 года Годдард ушёл с поста шоураннера, после чего его заменил Стивен С. Денайт, в то время как Годдард остался в шоу в качестве консультанта. Позже, в том же месяце, Чарли Кокс был утверждён на роль Мэтта Мёрдока. Съёмки сериала стартовали в июле 2014 года. Первый сезон вышел в апреле 2015 года, Второй — 18 марта 2016 года, а премьера третьего состоялась 19 октября 2018 года. Также Кокс повторил роль Сорвиголовы в минисериале-кроссовере «Защитники».
В декабре 2021 года Кевин Файги заявил, что Кокс продолжит играть Сорвиголову в будущих проектах КВМ от Marvel Studios. Кокс вновь исполнил роль Мэтта Мёрдока в фильме «Человек-паук: Нет пути домой» 2021 года, где Мёрдок успешно снимает с Питера Паркера обвинения в убийстве Мистерио и рекомендует Хэппи Хогану нанять себя для защиты от обвинений в краже технологий Stark Industries, задействованных во время битвы в Лондоне. Несмотря на отсутствие упоминания его супергеройского альтер эго, Мэтт кратко демонстрирует свои обострённые чувства, поймав кирпич, запущенный в дом Паркеров. В ответ на недоумение Питера он называет себя «прекрасным адвокатом». По словам исполнителя роли Человека-паука Тома Холланда, сцена с участием Мёрдока была вписана в сюжет после начала съёмок из-за неопределённости в отношении прав на использование персонажей Netflix. Кокс вернулся к роли Сорвиголовы в сериалах «Женщина-Халк: Адвокат» (2022) и «Эхо» (2023). В марте 2025 году вышел сериал «Сорвиголова: Рождённый заново» с Коксом в главной роли, 2 сезон находится на стадии съёмок.

### Видеоигры
- Первое появление Сорвиголовы в видеоиграх состоялось в «Spider-Man and Venom: Separation Anxiety» 1995 года[171], где персонаж имел эпизодическую роль.
- Сорвиголова является вспомогательным персонажем в игре «The Amazing Spider-Man: Web of Fire» 1996 года, где его озвучил Ди Брэдли Бейкер[172].
- Сорвиголова эпизодически появляется в видеоигре 2000 года «Spider-Man», где Брейкер вновь озвучил супергероя[173].
- В 2003 году была выпущена игра «Daredevil» для GameBoy Advance, основанная на одноимённом фильме 2003 года[174].
- В 2004 году разрабатывалась игра «Daredevil: The Man Without Fear» для платформ Xbox и PlayStation 2, однако впоследствии была отменена.
- В видеоигре 2005 года «Marvel Nemesis: Rise of the Imperfects» Сорвиголова присутствует в числе других персонажей Marvel (в версиях для GameCube, Xbox, и PlayStation 2). Его озвучил Дэвид Кэйн[175].
- Сорвиголова как Мэтт Мёрдок, озвученный Стивеном Блумом, появляется в эпизодической роли адвоката Фрэнка Касла в игре 2005 года «The Punisher»[176].
- Сорвиголова появляется как игровой персонаж после сбора 5 изображающих его фигурок[177] в игре «Marvel: Ultimate Alliance»[173]. В игре доступны его классический, оригинальный (чёрно-жёлтый костюм) и бронированный костюмы, а также броня из Marvel Knights. Также с ним можно пообщаться в логове Доктора Стрэнджа.
- Сорвиголова снова присутствует как играбельный персонаж в игре «Marvel: Ultimate Alliance 2», где его озвучил Брайан Блум. В игре доступны классический красный и костюм из «Тайной Войны».
- Мэтт Мёрдок появляется в эпизодической роли в финале Криса Редфилда из игры «Marvel vs. Capcom 3: Fate of Two Worlds». Он является обвинителем в суде над Альбертом Вескером. Также в игре можно найти рекламный щит «Нельсон и Мёрдок — адвокаты». Сорвиголова появляется на этапе Shadowland в «Ultimate Marvel vs. Capcom 3» в своём чёрном костюме. Кроме того, зомбированная версия Сорвиголовы появляется в финале Фрэнка Уэста в «Ultimate Marvel vs.Capcom 3», в котором Уэст и Рид Ричардс путешествуют в альтернативную вселенную, основанную на Marvel Zombies.
- Сорвиголова — играбельный персонаж в «Marvel Super Hero Squad Online», в которой Брайан Блум вновь озвучил Человека без страха. В игре есть стандартный красный, классический жёлтый и бронированный костюмы.
- Костюм Сорвиголовы доступен в игре «LittleBigPlanet» в рамках первого комплекта костюмов Marvel[178].
- Сорвиголова присутствует в игре «Marvel Avengers Alliance» для Facebook.
- Играбельный персонаж в ММОРПГ Marvel Heroes[179], где его снова озвучил Брайан Блум[173].
- Стивен Блум снова озвучил Сорвиголову в игре «Lego Marvel Super Heroes»[180].
- Сорвиголова является играбельным персонажем в игре «Marvel: Contest of Champions».
- Сорвиголова доступен для игры в «Marvel: Future Fight» на Android и iOS.
- Роджер Крейг Смит озвучил Сорвиголову в игре «Lego Marvel's Avengers»[173].
- Сорвиголову присутствует в игре «Marvel: Avengers Alliance 2».
- Играбельный персонаж в игре «Marvel Strike Force» на Android и iOS[181][182]. Даётся за подключение к Facebook. Основным костюмом является костюм из сериала от Netflix.
- Сорвиголова является играбельным персонажем в игре Marvel Ultimate Alliance 3: The Black Order[173].
- Сорвиголова появляется в игре «Marvel Puzzle Quest»[183].
- Костюм Сорвиголовы можно купить в «Fortnite: Battle Royale»[184].

### Фигурки
- Сорвиголова присутствует в линейке игрушек Marvel Legends (третья серия). Фигурка была основана на киноверсии с участием Бена Аффлека[185]. В линейке Marvel Legends Showdown есть фигурка Сорвиголовы в масштабе 1/18 как в классическом красном костюме, так и в оригинальном чёрно-жёлтом[186].
- В линейке Spider-Man Classics, предшественнице Marvel Legends, есть фигурка Сорвиголовы в его традиционном красном костюме[187]. Фигурка базируется на изображении Сорвиголовы в иллюстрациях Джо Кесады, который являлся художником оригинального комикса Daredevil[187]. К фигурке прилагаются двойные дубинки, которые использует персонаж. Также есть версия в чёрно-жёлтом костюме[187].
- Сорвиголова — 13-я фигурка в коллекции классических фигурок Marvel[188].
- Сорвиголова был показан в первой волне первой серии в линейке 3 3/4 Marvel Universe[186].

### Настольные игры
- Сорвиголова фигурирует в миниатюрной игре «Heroclix».
- Сорвиголова появляется в миниатюрной игре «Marvel Crisis Protocol»[189].

## Критика и отзывы
Сорвиголова занял 37 место в списке «50 лучших персонажей комиксов» по версии журнала Empire, где он был назван «неотразимым, многогранным и визуально ярким персонажем». Wizard поместил Сорвиголову на 21-е место среди «200 величайших персонажей комиксов всех времён», а читатели комиксов, опрошенные через веб-сайт Comic Book Resources, назвали его 3-м среди ключевых героев Marvel. Также супергерой занял 10 место в списке «100 лучших героев комиксов по версии IGN».